# Natriumbensoat
Natriumbensoat (konserveringsmedel E 211) har den kemiska formeln C7H5O2Na och kan i kemiska termer beskrivas som bensoesyrans natriumsalt.
Natriumbensoat tillverkas vanligtvis i industriell skala av toluen.
Närbesläktade konserveringsmedel är:
- E 210 Bensoesyra
- E 212 Kaliumbensoat
- E 213 Kalciumbensoat

## Befarade hälsorisker

### Utfällning av bensen
Natriumbensoat kan under vissa förhållanden undergå dekarboxylering i kombination med askorbinsyra och bilda bensen, ett cancerogent aromatiskt kolväte. Värme, ljus och lagringstid kan påverka hastigheten som bensen bildas med. Dock är halterna av bensen i sylt och saft så låga att de enligt livsmedelsverket inte utgör någon nämnvärd hälsorisk.

### Hyperaktivitet i kombination med färgämnen
En studie från Storbritannien publicerad år 2007 antyder att natriumbensoat i kombination med vissa artificiella färgämnen kan ge upphov till hyperaktivt beteende. Storbritanniens matsäkerhetsmyndighet Food Standards Agency har därför rekommenderat fortsatta undersökningar.